# Лебуше, Луи
Луи Лебуше  (фр. Louis Leboucher; 1807 год, Руан — 7 сентября 1866) — французский боксёр и тренер в XIX веке.
Он родился 1807 году в Руане, многие годы преподавал французский бокс в Париже, затем вернулся в родной город. Он был невысокого роста, но данный недостаток восполнял агрессивностью. Этому он учил и своих подопечных, советуя им отправляться на танцевальные вечера с плохой репутацией, чтобы принимать участия в тамошних драках. И каждый раз перед тренировкой он спрашивал учеников: «ну как, вчера подрались немного? Помните, ребята, без такой практики вы никогда ничему не научитесь». Кроме того, он часто повторял, что «любое движение должно быть эффективным, а не эффектным».
Видимо, метод обучения Лебуше был достаточно успешным. Например, один из его учеников, Рамбо по прозвищу «Упрямый», достойно проявил себя в трёх сенсационных поединках. Сперва он победил английского боксёра Диксона, затем выдающегося саватёра Бернарда из Бордо (в 1850 году) и устоял против великого Арпена «Ужасного» из Савойи (в 1853 году).
Конечно, известных саватёров в то время было много, и все они достойны внимания, но только Луи Лебуше назвали богом французского бокса: уже после его смерти, в «эпоху Шарлемонов», появилось крылатое выражение «Лебуше — бог, а Шарлемон — его пророк!».